# Craspedosis stenodes
Craspedosis stenodes är en fjärilsart som beskrevs av Louis Beethoven Prout 1934. Craspedosis stenodes ingår i släktet Craspedosis och familjen mätare. Inga underarter finns listade i Catalogue of Life.